# High Island (ö i Falklandsöarna)
High Island är en ö i territoriet Falklandsöarna (Storbritannien). Den ligger i den östra delen av ögruppen, 40 km nordväst om huvudstaden Stanley.